# Ponchatoula
Ponchatoula est une ville des États-Unis, dans la paroisse de Tangipahoa en Louisiane. La ville est jumelée avec les communes françaises de Carpentras et du Fontanil-Cornillon. En 2000, sa population était de 5 180 habitants ; en 2010, de 6 559.
La commune est voisine avec le lac Pontchartrain, le plus grand lac de Louisiane.
Ponchatoula est connue comme la capitale mondiale de la fraise.
La ville est jumelée avec les communes françaises de Carpentras et du Fontanil-Cornillon. 
Ponchatoula a été initialement établi comme un camp minier en 1820. William Akers était le premier maire et est crédité de la fondation de la ville, l'établissant sur la terre qu'il a achetée du gouvernement fédéral en 1832.
Au tournant du XXe siècle, le secteur local a changé sa principale industrie, du bois d’œuvre à l'agriculture commerciale. Le principal produit était la fraise. Les racines du festival de la fraise remontent à l'époque où les agriculteurs se sont joints pour vendre la récolte printanière des fraises. Aujourd'hui c'est le deuxième plus grand événement dans l'État, après Mardi Gras.
Ponchatoula est un nom signifiant « cheveux tombants » ou « cheveux pendants » ou « cheveux coulants » du Chaktaw Pashi « cheveux » et itula ou itola, « tomber » ou « accrocher » ou « couler ». C'était la façon des Indiens d'exprimer la beauté de l'endroit, avec beaucoup de mousse suspendue aux arbres. 
Le nom est éponyme avec le ruisseau Ponchatoula, qui coule des points au nord de la ville dans la rivière Natalbany au sud-ouest de la ville.